# Тай Френк
Тайлер Корі Френк (англ. Tyler Corey Franck, нар. Портленд, штат Орегон, США) — американський письменник, сценарист і телепродюсер. Найбільш відомий завдяки співавторству «Експансія» з Деніелом Абрагамом під псевдонімом Джеймс С. А. Корі, а також Гра престолів: Серія ігор від Telltale (2014) і Експансія: Розширення (2016). Романи «Експансії» були адаптовані до телесеріалу «Простір» (2015—2022), де Френк виступив одним зі сценаристів і продюсерів. Співведучий подкасту Ty & That Guy і співзасновник компанії Expanding Universe.
Френк написав роман «Зоряних війн» «Честь серед злодіїв» (2014) з Абрагамом і знову використав псевдонім Джеймс С. А. Корі. Крім власної роботи, Френк працював особистим помічником Джорджа Р. Р. Мартіна та писав для всесвіту Мартіна «Дикі карти».
«І прокинеться Левіафан», перша книга «Експансії», 2012 року була номінована на премію «Г'юго» як найкращий роман, а серія «Експансія» була номінована у 2017 році й у 2020 році перемогла.

## Життєпис
Народився 18 травня 1969 року в місті Портленд американського штату Орегон. Мати — іспаноамериканка. Ріс у дуже релігійній родині, яка через релігійну діяльність батька часто переїжджала. З дитинства багато читав, переважно улюблені жанри матері — наукову фантастику й фентезі, також любив історію, яку назвав «паливом, що рухає його творчий двигун». У допідлітковому віці на Френка та його майбутню творчість значно вплинуло прочитання роману Альфреда Бестера «Зірки — мета моя», а також перегляд фільму Рідлі Скотта «Чужий», пізніше таким впливом став роман «Володар світла» Роджера Желязни.
Френк змінив чимало професій. Завзятий геймер, перший досвід письменництва набув, розробляючи сценарії ігор. Пройшов письменницький курс Орсона Скотта Карда The Writer's Boot Camp. Його перше оповідання «Публіка» (Audience) 2006 року опублікував інтернет-журнал InterGalactic Medicine Show.
За переконаннями матеріаліст і натураліст, Френк називає себе «найменш релігійною людиною на планеті». Він одружений з архітекторкою Джане Френк, яка спроєктувала місто для фентезійної серії «Кітамар» Деніела Абрагама.

### Експансія
У 2011 році Френк запустив нову науково-фантастичну серію «Експансія» у співавторстві з Деніелом Абрагамом під псевдонімом Джеймс Корі. Книги засновані на рольовій грі, розробленій Френком, який розробив науково-фантастичний всесвіт, що охоплює Сонячну систему. Після того, як Френк переїхав до Нью-Мексико та приєднався до спільноти письменників наукової фантастики Critical Mass, він створив кілька кампаній гри, одну з яких включав Абрагама як гравця. Абрагам був вражений кількістю досліджень і створення світу, які зробив Френк, і попросив написати роман про всесвіт гри. Френк погодився і вирішив розділити доходи від книги з Абрагамом на його частину в письмовому вигляді з нотаток і плану Френка. Прочитавши перші розділи Абрагама, Френк вирішив більше залучитися до написання. Пара співпрацює над загальним сюжетом, зустрічаючись щотижня, щоб окреслити розділи, при цьому Абрагам зосереджується на структурі та прозі, а Френк розвиває історію та світ. Вони чергують розділи, пишучи кожен для різних персонажів, причому Абрагам пише Міллера, Мелбу, Авасаралу, Бика та Пракса, а потім міняється та переписує роботу іншого. Наприкінці процесу Абрагам заявив, що буде важко визначити, який рядок написав який автор.
Першу книгу, «І прокинеться Левіафан», опубліковало в червні 2011 року Orbit Books, видавництво Абрагама для його фентезійної серії «Кинджал і монета». Роман був номінований на премію Г'юго у 2012 році та отримав визнання науково-фантастичного співтовариства. У жовтні 2011 року було опубліковано оповідання-приквел під назвою «М'ясник зі станції Андерсон», у якому розповідається про одного з другорядних персонажів «І прокинеться Левіафан», полковника Фреда Джонсона.
У червні 2012 року було опубліковано його продовження «Війна Калібана». У романі кількість точок зору персонажів розширено з двох до чотирьох, що, за словами Абрагама, дало більше свободи досліджувати ситуації персонажів. За романом вийшла повість «Боги ризику», опублікована у вересні 2012 року. Події розгортаються між другою та третьою книгами серії, і розгортаються в той самий період, що й основні романи, але слідує окремій сюжетній лінії. Друге оповідання-приквел, «Драйв», було опубліковано в антології «Межа нескінченності» у листопаді 2012 року, дія якого відбувається за десятиліття до першого роману.
Третя книга, «Брама Абаддона», вийшла в червні 2013 року та отримала премію Locus за найкращий науково-фантастичний роман. У квітні 2014 року була опублікована друга новела-приквел, «Колотнеча», з головним героєм серіалу Еймосом Бертоном.
Четверта книга, «На згарищі Сіболи», була опублікована в червні 2014 року, перший роман у серії, випущений у твердій палітурці. П'ята книга, «Ігри Немезиди», була випущена в червні 2015 року, і її Ендрю Ліптак з io9 назвав «Зоряні війни: Імперія завдає удару у відповідь». За ним у жовтні 2015 року вийшла повість «Необхідна безодня».
Шоста книга «У попелі Вавилону» вийшла в грудні 2016 року; і сьомий, «Зліт Персеполю», у грудні 2017 року. Восьмий — «Лють Тіамат» (2019) і остання книга серії «Падіння Левіафана» (2021).
Під час адаптації «Експансії» студією Alcon Френк опановував телевиробництво як продюсер на знімальному майданчику і сценарист. Після завершення серіалу продовжив співпрацю з колегами, співзаснувавши виробничу компанію Expanding Universe. Він також почав вести подкаст Ty & That Guy про «Експансію» та жанрові твори разом з актором серіалу Весом Чатемом.

## Опубліковані праці

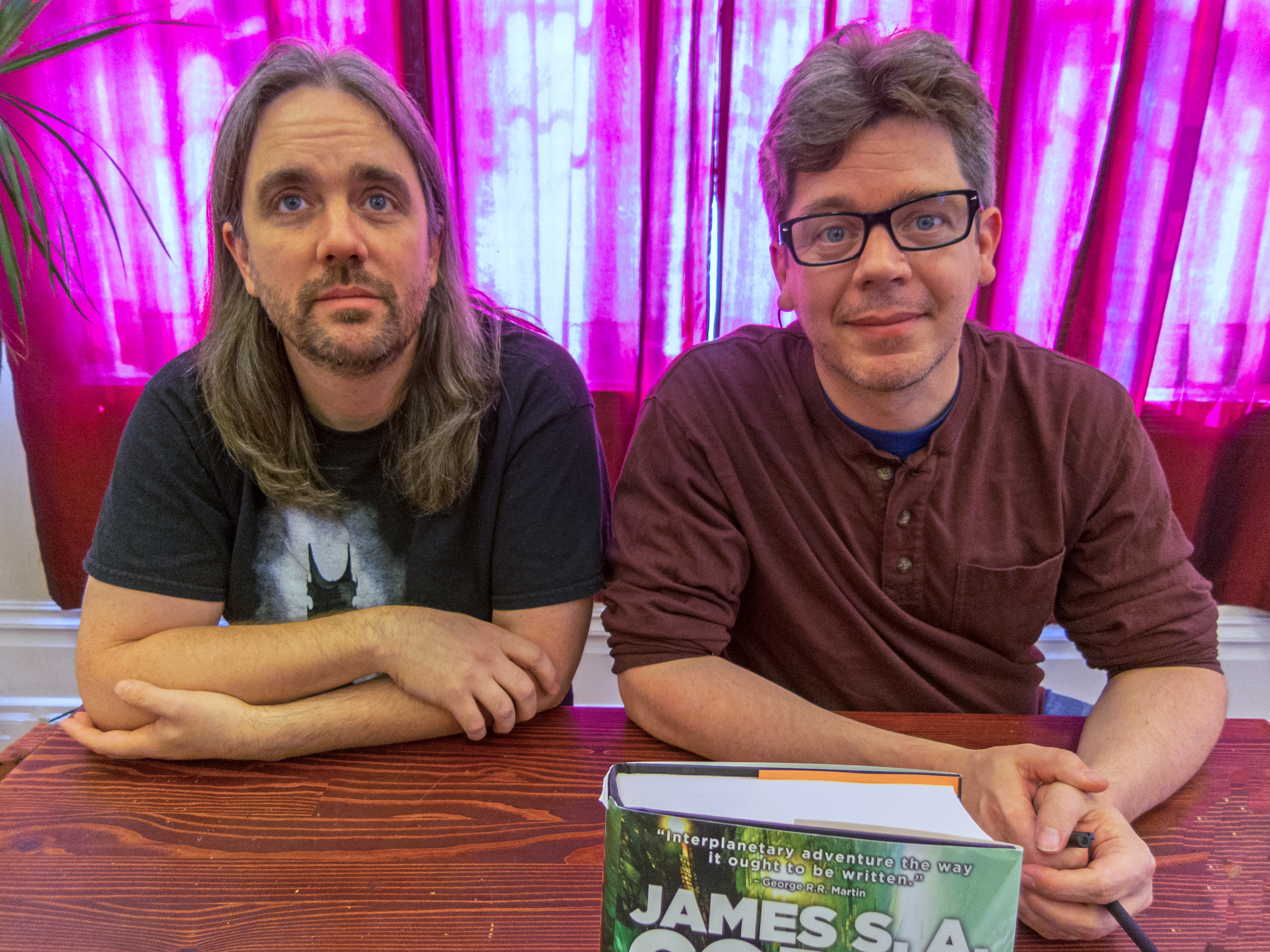
Джеймс С. А. Корі (Тай Френк, ліворуч, і Деніел Абрагам) у 2014 році

### СеріяЕкспансія
Романи космоопери «Експансія» написані Абрагамом і Таєм Френком під спільним псевдонімом Джеймс С. А. Корі.
- 2011 — «І прокинеться Левіафан» (англ. Leviathan Wakes)
- 2012 — «Війна Калібана» (Caliban's War)
- 2013 — «Брама Абаддона» (Abaddon's Gate)
- 2014 — «На згарищі Сіболи» (Cibola Burn)
- 2015 — «Ігри Немезиди» (Nemesis Games)
- 2016 — «У попелі Вавилону» (Babylon's Ashes)
- 2017 — «Зліт Персеполю» (Persepolis Rising)
- 2019 — «Лють Тіамат» (Tiamat's Wrath)
- 2021 — «Падіння Левіафана» (Leviathan Falls)

#### Короткі твори
- 2011 — оповідання «М'ясник станції Андерсона» (The Butcher of Anderson Station)
- 2012 — повість «Боги ризику» (Gods of Risk)
- 2012 — оповідання «Двигун» (Drive)
- 2014 — повість «Колотнеча» (The Churn)
- 2015 — повість «Необхідна безодня» (The Vital Abyss)
- 2017 — повість «Дивні пси» (Strange Dogs)
- 2019 — оповідання «Останній політ Кассандри» (The Last Flight of the Cassandra)
- 2019 — повість «Оберон» (Auberon)
- 2022 — повість «Гріхи наших батьків» (The Sins of Our Fathers)
- 2022 — збірка «Легіон пам'яті» (Memory's Legion)

### Трилогія «Війна полоненого»
- «Милість богів» (6 серпня 2024 р.)
  - повість «Живий скафандр» (Livesuit, 1 жовтня 2024 р.)[30]

### Інші романи
- «Честь серед злодіїв» (з Деніелом Абрагамом як Джеймс С. А. Корі) (Зоряні війни: Імперія та повстання, книга 2) (2014)

### Колекції
- «Левіафан плакав та інші історії» (31 травня 2010)